# Мексикано-перуанские отношения
Мексикано-перуанские отношения — двусторонние дипломатические отношения между Мексикой и Перу.

## История
Исторически на территории этих стран проживали представители коренных народов: ацтеки и майя в Мексике и инки в Перу. Затем эти территории стали частью Испанской империи вплоть до начала 19-го века. Мексика входила в состав вице-королевства Новой Испании, а Перу был частью одноимённого вице-королевства. В 1883 году были установлены дипломатические отношения между Мексикой и Перу, через два года после того как Перу получил независимость от Испании. В октябре 1892 года Мексика открыла своё первое консульство в Лиме, а 14 июня 1937 года повысила своё дипломатическое представительство в этой стране до посольства. В 1960 году Адольфо Лопес Матеос стал первым президентом Мексики, посетившим Перу, а в 1974 году эту страну посетил президент Мексики Луис Эчеверрия. В 1990-е годы президенты Перу Алан Гарсия и Альберто Фухимори совершили официальные визиты в Мексику.

## Торговля
С 2002 по 2012 год товарооборот между Мексикой и Перу увеличился на 457 % и составил сумму 1,8 млрд долларов США. 1 февраля 2012 года соглашение о свободной торговле между двумя странами вступило в силу. В 2015 году объём двусторонней торговли между двумя странами составил сумму 2,3 млрд долларов США. Перу является 26-м крупнейшим торговым партнером Мексики, а Мексика является седьмым по величине торговым партнером Перу. Экспорт Мексики в Перу: электроника, медицинское оборудование и автомобили. Экспорт Перу в Мексику: природный газ и полезные ископаемые.